# Moulton Escarpment
Das Moulton Escarpment ist eine etwa 13 km lange Geländestufe aus Fels und Eis im westantarktischen Marie-Byrd-Land. Sie liegt rund 16 km westlich des Ford-Massivs, wo sie die westliche Schulter der Thiel Mountains bildet. 
Geodätisch vermessen wurde sie durch den United States Geological Survey in den Jahren 1960 und 1961. Das Advisory Committee on Antarctic Names benannte sie 1962 nach Kendall N. Moulton (1917–2000) von der Abteilung für Polarforschung der National Science Foundation, der im Auftrag der Stiftung zwischen 1958 und 1977 an zahlreichen Antarktisreisen teilnahm.